# 富嘉谟
富嘉謨（?—?），雍州武功（今陕西武功县）人。
進士出身。武后圣历年间，參與修撰《三教珠英》。长安年间出任北都晋阳尉，入朝为左台监察御史。张说称其文如“孤崖绝岸，壁立万仞，浓云郁兴，震雷俱发，诚可谓也”。与吳少微友善，二人的文章合称富吳體，不久病逝。吳少微得知嘉謨死訊，悲恸亦卒。